# 直泳動物
直泳動物（ちょくえいどうぶつ Orthonectida）とは、寄生性の多細胞動物の一群である。中生動物門に含めてきたが、独立門とすることもある。

## 概説
直泳類 (Orthonectida) は、いずれもごく小型の多細胞動物である。すべて寄生性で、海産の無脊椎動物のさまざまな群から発見されている。体表には繊毛を有し、これによって運動を行う。また、内部には器官などの構造を持たない。生活史は複雑で、世代交代があり、また雌雄でも形態が異なる。古くから中生動物門に含められた。
なお、名前は有性生殖時に宿主から泳ぎだした個体が海水中を泳ぐ際に直線的に進むことに由来するというが、実際には螺旋を巻くように泳ぐとも言う。

## 形態
一般には細長い円柱状をしており、大きいものでも雌で0.8mm程度、雄は0.1mm程にしかならない。ほとんど腹背の区別はないが、内部構造の上ではわずかに左右相称性が認められる例もある。

### 外部形態
全身に繊毛が生えているが、均一ではない。体全体は不明瞭ながらいくつかの体環が認められ、それに沿って繊毛の生えていない部分がある。これは体表の細胞が同じ大きさのものが環状に並んでいるのに対応している。このような輪の形は分類上の特徴とされる。前半身にくびれが一つか二つあり、これより前を前錐という。この部分では繊毛は前向きに伸びる。また、後端の一つか二つの環を後錐ということもある。
雌雄異体のものが多いが、同体の種もある。異体のものでは性的二形があり、雌に比べて雄ははるかに小さく、形も似たものではあるがずっと単純になっている。体輪の数も雄の方が少ない。

### 内部形態
体は表面を体皮と呼び、これは一層の細胞からなる。細胞の大きさには差があり、同じ大きさのものが体を取り巻いて並び、これが体輪を構成する。からだの中ほどには小さな細胞が集まった部分があり、これが生殖孔となっている。また、生殖孔周辺には内部に筋繊維を含む細胞がある。
体皮の内部には生殖細胞が詰まっている。それ以外の構造は特にはない。雌雄同体のものでは雄性生殖細胞が体の前に位置する。

## 生活史
よく研究されているRhopalura ophiocomaeの例では、以下のようである。
この種はクモヒトデに寄生する。上記のような構造のものは有性世代であり、雌雄の個体は生殖時には宿主の体外に泳ぎだし、そこで交接を行う。体内受精した卵は雌虫の体内で発生を進め、全身に繊毛を持つ幼生の姿で泳ぎ出る。この幼生は体表を一層の細胞で覆われ、内部に細胞塊が入っている。なお、卵割はらせん卵割である。
幼生は新たな宿主のクモヒトデに侵入すると、体皮を失い、内部の細胞はバラバラになる。これらの細胞はそれぞれに成長し、多核体のアメーバ状の構造（変形体とも）の無性世代に成長する。この無性個体の体中の一部の核が発達して生殖細胞となり、それぞれが分裂を繰り返して有性個体となる。

## 系統
この類は単細胞生物と多細胞動物の中間と考える向きもあったが、むしろ寄生生活によって多細胞動物から退化的にこの姿になったと考えられることの方が多い。その生活史の類似から扁形動物、特に吸虫類との関連を考える説もある。

## 分類
この動物は1868年にKefersteinによって最初に発見され、van Benedenが1876年に中生動物門を立てた時からこれに含められた。この門は、雑多な動物群の集められがちなものであり、さまざまな動物群がこれに入れられてはほうり出された経過がある。その中からたとえばセンモウヒラムシは独立門として認められ、また他の動物群に吸収されたものも多い。しかしその中でこの群とニハイチュウ類は中生動物門の本体として扱われてきた。この両者を近縁とする見方もあるが、細胞数が少ない点は共通しているものの、その構成はかなり異なる上、生活史などに違いがある。このことから別々の系統のものが寄生生活でその構造が単純化した結果、似た形になっただけとの見方もあり、その観点から独立門とすることも増えつつある。
現在は2科5属20種が知られる。宿主はさまざまであるが、いずれも底生動物であることに田近は注目している。
Rhopaluridae ロパルラ科
Rhopalura
14種。渦虫・ヒモムシ・多毛類・腹足類・二枚貝類・クモヒトデに寄生。
Ciliocincta
2種。渦虫・多毛類に寄生。
Stoecharthrum
1種。多毛類に寄生。
Intoshia
3種。腹足類、渦虫、ヒモムシに寄生。
Pelmatosphaeridae ペルマトスフェラ科
Pelmatosphaera
1種。多毛類に寄生。
日本では、1976年に北海道厚岸の北海道大学厚岸臨海実験所近くから採集された渦虫の一種の体内から発見され、新種 (Ciliocincta akkeshiensis) として記載された例があるのみである。